# اومبریاس
اومبریاس دهستانی در استان آبیلای اسپانیا است.
در این دهستان ۱۵۸ نفر زندگی می‌کنند. مساحت این دهستان ۱۱٫۷۹ کیلومتر مربع است.